# اختبار الغذاء

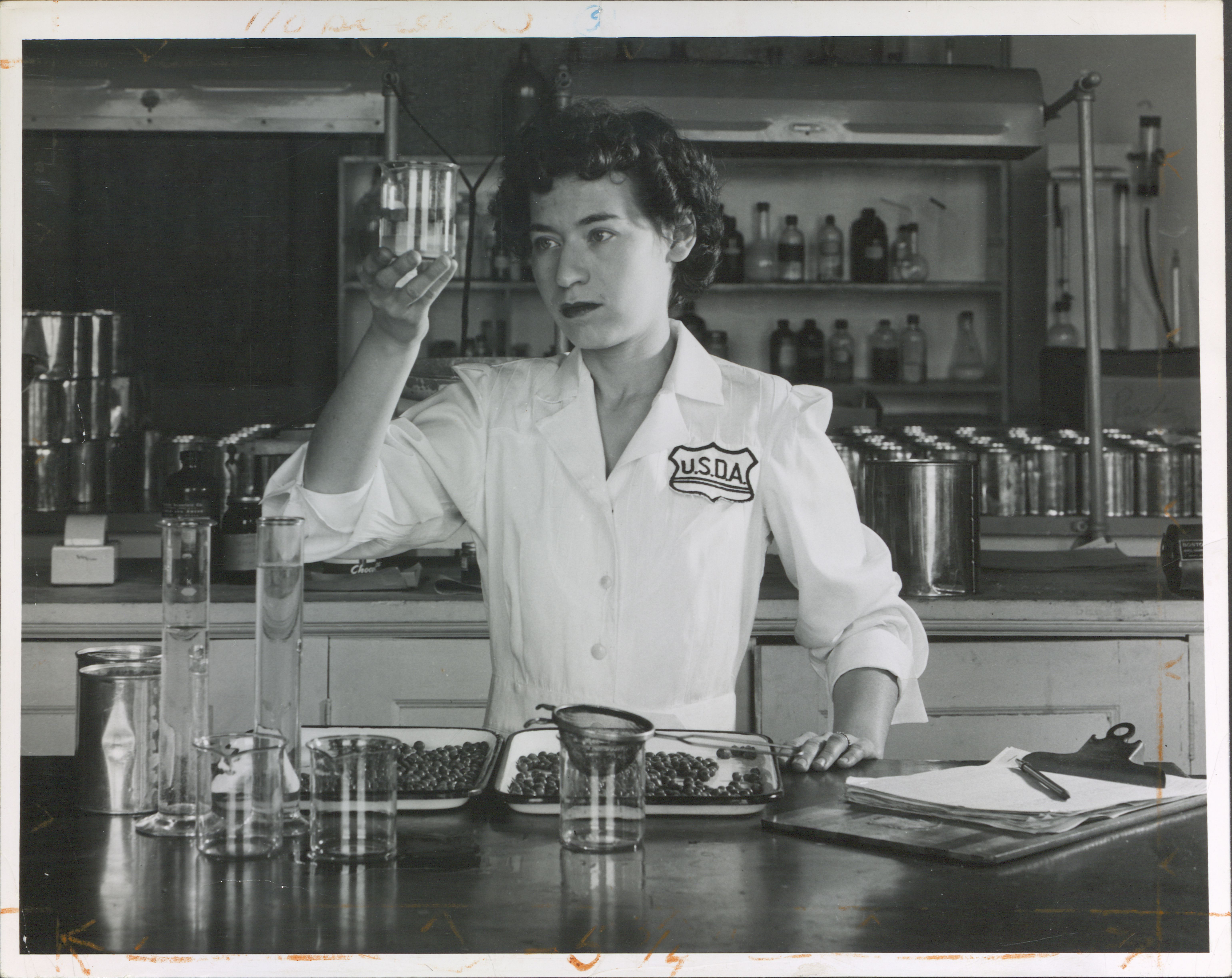

اختبار الغذاء هو إجراء يتم القيام به لفحص سلامة الغذاء والتأكد من عدم احتوائه على الملوّثات الضارة.أو التحقق مما إذا كان يحتوي فقط على مستويات مقبولة من المواد المضافة المسموح بها.أو إن كان يحتوي على النسب الصحيحة من المكونات الأساسية، وإن كانت المعلومات المصرّح بها على الملصق الخاص به صحيحة، أو لمعرفة مستويات المغذيات الموجودة فيه.

يتم تنفيذ اختبار الغذاء من خلال تعريض المنتج الغذائي للتحليل الكيميائي. وقد يتم إجراء التحليل للمنتج بواسطة المُصنّع أو بالنيابة عنه لكونه من إنتاجه الخاص. أو لإحقاق قانون الغذاء الرسمي أو أهداف الرقابة، أو للأبحاث، أو للمعلومات العامة.

في إطار خضوع كمية الغذاء لأي تحليل، ما لم تكن تلك الكمية المأخوذة بعين الاعتبار صغيرة جداً بحيث يمكن استخدامها كاملةً للاختبار، يتوجب بالعادة أخذ جزء منها (على سبيل المثال: كمية صغيرة من كامل مجموع المنتج الغذائي، أو جزء مما هو معروض في المتاجر) - وهذه العملية هي ما يسمى باختبار الغذاء. 

في معظم الحالات، يوجد مستويان اثنان لاختبار الغذاء: يتضمن المستوى الأول انتقاء عينة من المجموع، حيث يتم اخضاعها للمختبر بغية الفحص. ويتضمن المستوى الثاني التحضير المختبري للكميات الفردية الضرورية للاختبارات الفردية التي قد يتم اخضاعها لها. 

ويعتمد (المسمى سابقاً «اختبار الغذاء» ولاحقاً «التحليل المختبري: الاختبار الفرعي») بالعادة على التجانس الأولي لكامل العينة المخضعة للاختبار.

وحيث أنه من المقصود أن تكون نتائج أي تحليل مرتبطة بمجموع الغذاء، فإنّ تمثيل العينة المنتقاة لهذا المجموع هو أمر جوهري بشكل ٍ حاسم، وهذا يعني أيضاً أنّ نتائج أي تحليل سيكون لها معنىً حقيقياً إذا تمّ اخضاع العينة بشكل ٍفعال. وهذا الأمر ينطبق على كامل كمية الغذاء سواءً كانت هذه الكمية هي كامل المنتج المصنّع، أو كانت مادة مفردة إلا أنها كبيرة الحجم على الخضوع كاملةً للاختبار.

أما العوامل المأخوذة بعين الاعتبار للعينة الممثلة فهي: تجانس الغذاء، الأحجام النسبية للعينة المأخوذة وللمجموع، الدرجة المحتملة لتباين القياسات المطلوبة خلال كامل العينة، مدى أهمية استخدام نتائج التحليل.

## اختبار الغذاء بواسطة مُصنّعيه
يحتاج مُصنّعو الغذاء ومنتجوه إلى إقناع أنفسهم بأنّ أي عيّنة تؤخذ للتحليل هي عينة ممثلة بشكل ٍ كامل للغذاء بحيث تكون نتائج التحليل ذات معنى. وهذا الأمر ينطبق على البيانات سواءً كانت ستستخدم كأساس لمعلومات الملصقات، أو للتأكد من مطابقتها للتشريع أوالمعايير الأخرى، مراقبة الإنتاج كجزء من تحليل المخاطر وتحديد النقاط الحرجة Hazard Analysis Critical Control Point) HACCP)، أو للضبط الروتيني للنوعية. 

على الرغم من أنّ العديد من أدلة الإرشاد متاحة في المملكة المتحدة، سواءً من اتحادات المصنّعين أو من مصادر المعايير مثل معهد المقاييس البريطانية (مثل المعيار البريطاني BS6001)، والتي قد يكون لبعضها علاقة بأنواع معينة من الغذاء. 

يعود للمصنّعين بشكل كبير عمل تقييماتهم الخاصة للحاجة والملائمة. وهذا يتم ترجمته بالضرورة من خلال تقييم كل من: حجم العينة، عدد وتكرار أخذ العينات.
 

## إقرار قانون الغذاء في المملكة المتحدة
الإقرار في المملكة المتحدة هو تحت تصرّف سلامة الغذاء 1990. يتم تنفيذ اختبار الغذاء في المقام الأول من خلال السلطات المحلية، ويتم حثّ السلطات الصحية على الطاعة في قيام المحللين العموميين بالتحليل. ويعني الكثير من التشريع المتعلق بالغذاء (مثل التزويد للمستهلك) أنّه يتوجب على كل جزء من حجم معيّن يتم تزويد المستهلك به أن يتطابق مع التشريع. من أجل هذه الحالات، قد تكون العينة المخضعة للتحليل ببساطة بحجم قطعة المستهلك الكاملة. وبالطبع، فإنّ هنالك استثناءات، مثل اختبار وجود الأفلاتوكسين (السموم الفطرية) في منتجات البندق، ما يستوجب وجود حجم عينة أساسي مرتبط بحجم الشحنة، بالإضافة إلى ترابط ذلك مع متطلبات التجانس الأولي لإنتاج عينة أصغر لإرسالها للتحليل.
إن تصرف سلامة الغذاء 1990(Food Safety Act 1990) البريطاني  يمنح الحق في التحليل الدفاعي، ولتحليل ٍحَكَم في حال وجود جدل في النتائج التحليلية، وذلك من خلال اشتراط أنه باستثناء أنّ المكان الذي يتم فيه ذلك سيمنع التحليل الفعال، فإنّه يتوجب على العينة أن تُقسّم إلى ثلاثة أقسام. وتُقدّم وكالة معايير الغذاء البريطانية (Food Standards Agency
) دليل تكميلي لسلطات الإقرار للمساعدة في إجراء الاختبار والقرارات المرتبطة بذلك من خلال موظفي الاختبار. 

لا يوجد تكرار أو معدّل معيّنيين لعملية اختبار الغذاء تبعاً لإقرار قانون الغذاء في المملكة المتحدة. فخلال أعوام الثلاثينيات والتسعينات من القرن المنصرم كان هناك خط إرشادي للمعدل الأدنى من الاختبار للتحليل الكيميائي (لا يشتمل على عينات الفحص الميكروبيولوجي) يتمثل في 2.5 عينة سنوياً لكل ألف شخص من السكان.ومع ذلك، فهذا كان استنتاجاً اعتباطياً، فقد اقترح التفكير الأكثر حداثة أنّ اختيار تكرار الاختبار لابد وأن ينبني على مخاطرة. وتشتمل المخاطرة في هذا السياق على كل قضايا «حماية المستهلك» مثل الضرر المالي من المنتجات المتدنية المعايير أو الزائفة، بالإضافة إلى المجازفة الصحية. وقد كُلّف اتحاد المحللين العموميين من قبل وكالة معايير الغذاء للنظر في هذا الأمر منتهياً بذلك في مشروع الاختبار المبني على المجازفة ، على الرغم من أنه لم يتم إلى الآن تبنيه من قبل سلطات الإقرار.